# Direkte Filialbelieferung
Der Begriff Direktbelieferung (englisch direct store delivery), auch Direkte Filialbelieferung, bezeichnet in der Logistik die unmittelbare Belieferung der Händlerfilialen durch den Hersteller.
Dabei wird auf die Harmonisierung von Liefermengen und Abverkaufsmengen abgezielt, um ungünstige Lieferzusammenstellungen und zu hohe Lagerbestände zu vermeiden. Dies hat zwar höhere Logistikkosten für den Hersteller zur Folge, allerdings kann dieser zugleich eine Qualitätssicherung und -kontrolle des Absatzweges vornehmen.
Bei der Direktbelieferung gibt es somit keine händlerseitigen Zwischenlager. Die Direktbelieferung wird insbesondere bei umschlagstarken, empfindlichen Warengruppen, aber auch ganzen Sortimenten bei großen Betriebstypen angewendet.